# Piszewo
Piszewo – wieś w Polsce położona w województwie warmińsko-mazurskim, w powiecie olsztyńskim, w gminie Jeziorany.
W latach 1975–1998 miejscowość administracyjnie należała do województwa olsztyńskiego. Wieś znajduje się w historycznym regionie Warmia.
W Piszewie urodził się Ferdinand Schulz, wielokrotny mistrz świata w szybownictwie.
We wsi neogotycki kościół św. Walentego z 1907.